# Lévis (secteur)
Pour les articles homonymes, voir Lévis (homonymie).
Lévis est l'un des dix secteurs de la ville de Lévis (Québec, Canada) et l'un des trois situés dans l'arrondissement Desjardins. Le secteur comprend le Vieux-Lévis.
Le territoire de ce secteur correspond à celui de l'ancienne ville de Lévis.

## Autres sources
Archives de la Société d'histoire de Lévis (anciennement la Société d'histoire régionale de Lévis).